# 柳明佑
柳 明佑（ユ・ミョンウ、유명우、1964年1月10日 - ）は、大韓民国出身のプロボクサー。元WBA世界ライトフライ級王者。第9代OPBF東洋太平洋ライトフライ級王座。引退後はボクシングジム「バッファロー体育館」とプロモーション会社「バッファロー・プロモーション」を運営し、指導者・プロモーターとして後進の育成に力を入れている。
本貫は豊山柳氏。

## 人物
現役時代は無尽蔵のスタミナを誇り、一度打ち出したら止まらない連打は「ソナギ（夕立）パンチ」と呼ばれた。
ライトフライ級世界タイトル17連続防衛は2018年現在でも同階級最多記録である。ただし、敵地防衛が一度もないことを「アンバン（奥の間）チャンピオン」「アンバンの虎」と非難され続けた。

## 略歴
1982年3月28日、プロデビュー。
1984年4月15日、ノンタイトル戦を2回KO勝ち。デビューからの連勝を14に伸ばすが、この試合が自身初のKO勝ちとなった。
1984年12月2日、東洋太平洋王座初挑戦。同ライトフライ級王者エドウィン・イノセンシオ（フィリピン）を3回KOに降し、王座獲得。翌1985年2月24日には初防衛に成功。その後、11月に王座返上。
1985年12月8日、無敗のまま19戦目で世界初挑戦。母国でWBA世界ライトフライ級王者ジョーイ・オリボ（米国）に挑み、15回判定勝ち。世界王座奪取に成功する。その後も年間3～4度のペースで防衛を重ね、1990年4月29日にはWBA世界ミニマム級初代王者でもあったレオ・ガメス（ベネズエラ）を12回判定に降し、15度目の防衛に成功。同国人の張正九が持つ世界ライトフライ級王座防衛最多記録に並ぶ。11月5日にはガメスと再戦し、ここでも12回判定勝ち。張の記録を追い抜いた。その後、1991年4月28日には17度目の防衛にも成功。
1991年12月17日、18度目の防衛戦（自身初の海外での試合）。大阪府立体育会館でWBC世界ミニマム級初代王者でもあった井岡弘樹と対戦。フルラウンドの死闘の末、1-2の判定負け。プロ初黒星を喫すると同時に、6年間保持してきた世界王座から陥落した。試合後、一時は引退を示唆するが後に撤回。1試合もはさむことなく、11か月後の1992年11月18日、井岡と再戦。前回同様、フルラウンドの死闘を展開し、12回判定勝ち。雪辱ならびに11か月ぶりの世界王座返り咲きを果たした。その後、翌1993年7月に初防衛（通算18度目の防衛）に成功したのを最後に、9月に現役引退を表明し、王座を返上。柳は「世界王座を奪い返したかったわけではなく、井岡に雪辱したかった。井岡に負けたまま引退するわけにはいかなかった」と語っている。
2013年、国際ボクシング殿堂の殿堂入り人物（モダン部門）に選ばれる。
2017年に、低迷する韓国ボクシングの人気復興のため、現役時代に実現しなかった張正九とのエキシビジョンマッチが、三一節イベントの一環として竹島（韓国名：独島）で計画されたが、日韓問題の悪化を危惧した日本のボクシング関係者に抗議され中止した。

## 獲得タイトル
- 第9代OPBF東洋太平洋ライトフライ級王座（防衛1=返上）
- WBA世界ライトフライ級王座（1度目:防衛17、2度目:防衛1=返上)